# Кувыкин, Иван Михайлович
Иван Михайлович Кувыкин (22 июня 1893 — 14 июня 1950) — российский и советский музыкант, дирижёр, хормейстер. Народный артист РСФСР (1947), Заслуженный деятель искусств РСФСР (1944). Главный хормейстер хоровых коллективов Всесоюзного радиокомитета (1936-1950).  

## Биография
Иван Михайлович Кувыкин родился 22 июня 1893 году в Слободе Печоры в Нижегородской губернии.
С детства Иван Кувыкин был увлечен хоровым пением, его привлекали для исполнения духовных композиций в местные церковные хоры городах Нижнего Новгорода и Москвы.
Позже, в 1907 году, Иван Михайлович завершил обучение в Московской хоровой капелле Ф.И. Иванова, где и начал работу дирижёром. Кувыкин является участником Первой мировой войны, в Российской армии служил хормейстером.
В годы Гражданской войны по его инициативе были организованы художественные бригады, которые выступали с концертами в частях Красной Армии. Работал преподавателем музыки в музыкальной школе.
С 1928 по 1931 годы проходил обучение в аспирантуре государственного института музыкальной науки в городе Москве.
С 1931 по 1936 годы работал хормейстером опорного хора. С 1936 по 1950 годы являлся главным хормейстером хоровых коллективов Всесоюзного радиокомитета.
В 1944 году Ивану Михайловичу Кувыкину было присвоено звание "Заслуженный деятель искусств РСФСР", а в 1947 году он был удостоен звания "Народный артист РСФСР".
Умер 14 июня 1950 году в Москве. Похоронен на Ваганьковском кладбище.

## Награды
- Заслуженный деятель искусств РСФСР (20.12.1944).
- Народный артист РСФСР (05.11.1947).

## Ссылка
- Биография Кувыкин Иван Михайлович